# Dedovsjtsjina
Dedovsjtsjina (Russisch: дедовщина; "bewind van de grootvaders") is een Russisch begrip dat de mishandeling van jonge rekruten door ouderen (Russisch: де́ды; dedy) in het Russische leger aanduidt. In feite komt het neer op een zeer harde variant van ontgroening.

## Geschiedenis
In veel krijgsmachten wordt en werd ontgroend, en het Russische leger was daarop geen uitzondering. De dedovsjtsjina deed zijn intrede in het leger toen in de jaren 1950 kampbewakers van de goelags werden overgeplaatst naar het leger. In die kampen was het namelijk de gewoonte dat de bewakers en zelfs gevangenen die al een langere periode vastzaten, de nieuwelingen vernederden en allerhande klusjes lieten verrichten. In 1967 werd bovendien de dienstplicht verkort van drie naar twee jaar, opgeroepen in halfjaarlijkse lichtingen, waardoor een duidelijk onderscheid tussen 'oud' en 'jong' ontstond. Bovendien werd in datzelfde jaar wegens de demografische crisis na de Tweede Wereldoorlog een wetswijziging doorgevoerd, waardoor ook rekruten met een crimineel verleden konden worden opgeroepen. Tot het uiteenvallen van de Sovjet-Unie bleef het fenomeen vrij beperkt, maar sindsdien dijt het steeds verder uit, door het toenemende gebrek aan discipline.

## Voorkomen
Dedovsjtsjina komt voor in zowel de landmacht als de marine van de Russische Federatie, en in mindere mate in de luchtmacht. Ook bij de onafhankelijke krijgsmacht van het Russische Ministerie van Binnenlandse Zaken en de Federalnaja Sloezjba Bezopasnosti (FSB)-grenstroepen is het gesignaleerd. Het is bovendien goed mogelijk dat de dedovsjtsjina door de krijgsmachten van de voormalige Sovjetrepublieken is geïmporteerd en daar eveneens voorkomt.

## Praktijk
Ieder halfjaar wordt een nieuwe lichting opgeroepen in het Russische leger. Aangezien de dienstplicht twee jaar duurt, ontstaan vier "generaties": de nieuwkomers, zij die in hun tweede halfjaar dienen, zij die in hun derde halfjaar dienen, en de "opa's" of "grootvaders", die in hun vierde en laatste halfjaar dienen. Uiteraard staan de grootvaders het hoogste in anciënniteit dus het hoogste in de hiërarchie en het zijn met name de grootvaders die de nieuwkomers ontgroenen. Wie weerspanning is of een hogere opleiding volgt of heeft gevolgd heeft het meestal extra zwaar.
De 'generaties' worden als volgt aangeduid:
- Запахи (geuren), Дрыщи (schetenlaters), Духи бесплотные (lichaamloze geesten): Nieuwkomers die de loyaliteitseed nog niet hebben afgelegd.
- Духи (geest), Салаги (vers vlees), Бобры (bevers), Салабоны (gozers), Васьки (vaska), Отцы (vaders), Малыши (baby's), Ежи (egels), Воробьи (mussen), Чеки (cheques), Чекисты (tsjekisten), Щеглы (goudvinken), ЧИЖ (vrij vertaald: dienaren, slaafjes): Dit zijn rekruten die minder dan een half jaar hebben gediend. Zij moeten de meeste mishandelingen en vernederingen ondergaan en het hardste werken voor de oudere generaties. Ze weten niets en kunnen niets.
- Слоны (olifanten), Помоза (helpers), Шнурки (schoenveters), Вороны (raven), Караси (karper, bij de marine), Молодой (jonkies), Моржи (walrussen): Deze dienstplichtigen dienen ten minste een half jaar maar minder dan een jaar. Het is hun 'verantwoordelijkheid' de nieuwkomers te 'trainen' en erop toe te zien dat ze 'hun taken goed uitvoeren'. In praktijk komt dit neer op pesterijen en mishandeling. Zelf worden ze overigens nog regelmatig ook het slachtoffer van oudere generaties.
- Черепа (schedels), Черпак (vrij vertaald: iemand die elke nacht de barakken vernielt), Борзые караси (snelle karper, bij de marine), Фазаны (fazanten), Котлы (ketels), Помазки (zwabbers): Soldaten die een jaar maar minder dan anderhalf jaar hebben gediend. Zij zien erop toe dat de jongere generaties hun taken goed vervullen en worden zelden mishandeld.
- Деды (grootvader, opa): Soldaten die anderhalf jaar hebben gediend. Zij hebben het voor het zeggen en zijn vaak verantwoordelijk voor de zwaarste mishandelingen en incidenten. Bij de marine, waar de dienstplicht drie jaar duurt, bestaan hierboven nog twee 'generaties', die zich overigens minder of zelfs vrijwel niet met dedovsjtsjina bezighouden.

De ontgroeningspraktijken in de dedovsjtsjina kunnen onder meer omvatten:
- 's Nachts door de grootvaders uit bed worden geroepen om urenlang buiten in de vrieskou te staan;
- De nieuwkomers lichamelijke oefeningen laten verrichten of push-ups;
- Lichamelijke mishandeling;
- De rekruten onsmakelijke klussen laten verrichten of ze insmeren met voedsel, modder of andere onsmakelijke zaken;
- Psychologische druk van de grootvaders, bijvoorbeeld door de nieuwkomers uit te schelden;
- De nieuwkomers dwingen sterke drank of voedsel voor de grootvaders te halen;
- 'Grappen' met eten. In een geval werd een rekruut gedwongen een vierliterblik kasja (pap) leeg te drinken;
- De nieuwkomers corveediensten laten verrichten zoals het schoonmaken van de toiletten.

De laatste jaren komen steeds meer meldingen naar buiten. Door sommige ouderejaars worden de mishandelingen opgenomen met de mobiele telefoon en vervolgens op videowebsites als YouTube geplaatst.

## Cijfers
De volgende cijfers zijn over de dedovsjtsjina gepubliceerd door diverse media:
- In 2005 werd 2.798 keer aangifte gedaan bij de politie wegens dedovsjtsjina-gerelateerd geweld (The New York Times).
- In 2006 waren er 3.500 aangiften (The New York Times).
- In 2006 vielen ten gevolge van dedovsjtsjina-gerelateerd geweld 292 doden (The New York Times).
- Hiervan waren volgens de Russische regering 16 doden direct ten gevolge van dedovsjtsjina en waren de 276 overige zelfmoorden
- In 2007 pleegden volgens de BBC 314 rekruten zelfmoord. Volgens de BBC was dit een vermindering van 15% vergeleken met 2006.

## Incidenten
Hoewel het aantal incidenten in het Russische leger inmiddels in de duizenden loopt, met ieder jaar een paar honderd doden, volgt hieronder een korte lijst van gevallen die landelijke en zelfs internationale aandacht trokken:
- In mei 2005 werd Evgeni Koblov zo zwaar mishandeld dat hij zijn barak niet meer kon bereiken. Hij lag 25 dagen in de kelder van de woonverblijven van officieren waar hij 50 kg verloor en bijna verhongerde. Werklui die reparaties in de kelder uitvoerden merkten hem niet op. Uiteindelijk werd Koblov gevonden en gehospitaliseerd, maar zijn benen moesten worden geamputeerd. Slechts een van de drie daders, Dmitri Nagaitsev, werd uiteindelijk veroordeeld tot vijf jaar gevangenisstraf.
- Alexei Krasko, gelegerd bij Irkoetsk, werd in elkaar geslagen en in januari 2006 bij een temperatuur van -30°C op een afgelegen plek achtergelaten. Hij deed er twee dagen over om de bewoonde wereld te bereiken en moest met bevriezingsverschijnselen in het ziekenhuis worden opgenomen,
- Andrei Sychev is wellicht het bekendste slachtoffer. Hij werd op 31 december 2005 zwaar mishandeld door ten minste vier oudere soldaten. Drie uur lang werd hij aan een stuk door geslagen. Op 4 januari 2006 wezen officieren zijn verzoek om medische behandeling af. Vier dagen later werd hij alsnog opgenomen, naar bleek met verscheidene botbreuken, genitale verwondingen en gangreen. Uiteindelijk moesten beide benen, de geslachtsdelen en een vinger worden geamputeerd als gevolg van het onbehandelde gangreen. Een anonieme arts waarschuwde de Unie der Comités van Soldatenmoeders van Rusland, die een publieke campagne begon om de zaak onder de aandacht te brengen. De voornaamste daders werden uiteindelijk tot celstraffen veroordeeld variërend van een jaar voorwaardelijke tot vier jaar effectieve gevangenisstraf. Volgens de later vermoorde journaliste Anna Politkovskaja zou een agent van de FSB de familie Sychev hebben proberen om te kopen in ruil voor hun stilzwijgen en het laten vallen van de aanklacht, alsook voor financiële ondersteuning.
- In 2012 werd Ruslan Aiderkhanov door oudere dienstplichtigen verkracht en doodgemarteld. Danil Chalken, de enige getuige, werd later doodgeschoten aangetroffen. Er is een enkele arrestatie verricht naar aanleiding van het incident.

## Gevolgen en maatregelen
Het is een van de voornaamste redenen van de slechte reputatie die het Russische leger nu geniet, zelfs bij de eigen bevolking. Gevolgen zijn een grote ontduiking van de dienstplicht en de vele zelfmoorden door jonge rekruten. Binnen het leger is het moreel laag wat de kwaliteit en gevechtskracht eveneens niet ten goede komt. Een van de factoren waardoor het Russische leger in het Tsjetsjeens-Russisch conflict ondermaats presteerde was de massale inzet van dienstplichtigen in plaats van (duurdere en kostbaarder) professionele militairen en veteranen.
Omdat er niet op doortastende wijze tegen wordt opgetreden door de Russische overheid, blijft het systeem zich in stand houden: de rekruten die zelf ooit werden mishandeld, nemen hiervoor later wraak op een nieuwe lichting van jonge soldaten. Officieren treden hier niet of nauwelijks tegen op, zelfs niet na klachten van ouders, omdat ze immers zelf ook een dedovsjtsjina hebben ondergaan en meestal vinden dat het "er gewoon bijhoort".
Moeders van dienstplichtigen hebben in 1989 een organisatie opgericht die het naleven van de mensenrechten binnen het Russische leger tracht na te streven: de Unie der Comités van Soldatenmoeders van Rusland (Союз Комитетов Солдатских Матерей России). Deze mensenrechtenorganisatie probeert onder andere de excessen van de dedovsjtsjina terug te dringen en rekruten en hun ouders bij te staan.
In 2007 en 2008 heeft de Russische regering de dienstplichttermijn in stappen afgebouwd tot 1 jaar. Men hoopte dat dit het '4 generatiemodel' zou breken en de ontgroeningspraktijken zou verminderen. Dit is echter niet het geval: de dedovsjtsjina vindt anno 2013 nog steeds plaats, en nog steeds behalen bij tijd en wijle dodelijke incidenten de kranten.